# Robert Heaton
Robert Charles Heaton (* 6. Juli 1961 in Knutsford, Cheshire; † 4. November 2004 in Bradford, West Yorkshire) war ein britischer Schlagzeuger und Songwriter. Er war vor allem als Mitglied der britischen Band New Model Army bekannt.

## Leben
Heaton zog Anfang der 1980er Jahre nach Bradford.
Er wurde 1982 als Nachfolger des bisherigen Schlagzeugers Rob Waddington neues Mitglied der 1980 gegründeten Band New Model Army. Er war zu dieser Zeit gleichzeitig noch Schlagzeugtechniker und Aushilfsschlagzeuger bei der englischen Band Hawkwind.
Einige der bekanntesten Stücke, die Heaton für New Model Army schrieb oder an denen er mitschrieb, sind: No Rest, Love Songs, 225, Inheritance, I Love the World, Ballad of Bodmin Pill, Green and Grey, Get Me Out, Here Comes the War, Aimless Desire, Over the Wire, Wonderful Way to Go.
Heaton komponierte zusammen mit Justin Sullivan, Sänger und Gitarrist der Band New Model Army, die Musik für zwei EPs und das Studioalbum Hex der Künstlerin Joolz Denby.
Im Jahre 1997 erkrankte Heaton an einem Hirntumor. Er zog sich daher 1998 aus der Band zurück. Michael Dean, der seit 1993 als Drum-Techniker New Model Army begleitete, nahm auf Heatons Wunsch die Position des Schlagzeugers ein.
Nach erfolgreicher Operation engagierte sich Heaton in einem Projekt zur Förderung junger musikalischer Talente in Bradford.
Heaton starb überraschend am 4. November 2004. Nach seinem Tod wurde festgestellt, dass er an Bauchspeicheldrüsenkrebs erkrankt war.